# (1387) Kama
(1387) Kama ist ein Asteroid des Hauptgürtels, der am 27. August 1935 von der russischen Astronomin Pelageja Fjodorowna Schain am Krim-Observatorium in Simejis entdeckt wurde.
Der Name des Asteroiden ist von dem Wolga-Nebenfluss Kama abgeleitet.